# Avanco Resources
A Avanco Resources Limited é uma empresa australiana de exploração e desenvolvimento de projetos de cobre no Brasil. A companhia está listada na Bolsa de Valores da Austrália (ASX) e opera no Brasil por meio das subsidiárias AVB Mineração e Avanco Resources Mineração. A mineradora foi criada em 2007 e possui escritórios em Perth, na Austrália, no Rio de Janeiro e em Parauapebas, no Brasil.

## História
Em 2007, a Avanco formou um portfólio de projetos de exploração, sendo um deles o Rio Verde. Com o início do programa de sondagem do projeto, em 2008, um depósito significativo de óxido de cobre foi descoberto. No ano de 2011, foi descoberto o depósito de sulfeto em Antas North. A mineradora possui os projetos Antas North, Rio Verde e Pedra Branca. Os dois primeiros são projetos de cobre e estão em fase de construção. O Rio Verde está localizado em Curionópolis, e o Antas North em Parauapebas, também no Estado do Pará. Pedra Branca se localiza em Parauapebas (PA) e é um projeto de ouro e cobre.

## História Recente
Em outubro 2014, a Avanco iniciou o programa de exploração do projeto de cobre Antas North, com o objetivo de descobrir outras ocorrências e ampliar as reservas do empreendimento. Em abril de 2015, a companhia disse que vai levantar US$ 62,2 milhões por meio da emissão de papéis e de um acordo de venda royalties com o fundo de investimento BlackRock, um dos sócios, para colocar Antas North em operação.
Em maio de 2015, a Avanco iniciou as obras do projeto de cobre Rio Verde. Em julho, a companhia informou que o projeto Pedra Branca possui três vezes mais cobre do que o Antas North e que a sondagem geotécnica no local estava avançada. Entretanto, mais sondagens devem ser feitas ao longo do ano na parte leste para aumentar os recursos próximos à superfície.
A mina Antas deve produzir cerca de 12.000 toneladas de cobre contido em concentrado por ano e 7.000 onças de ouro em créditos a partir de junho de 2016.